# Уле-Ейнар Бйорндален
Уле-Ейнар Б'єрндален (норв. Ole Einar Bjørndalen; нар. 27 січня 1974) — норвезький біатлоніст і лижник, 8-разовий олімпійський чемпіон, чотириразовий срібний призер Олімпіад, бронзовий призер Олімпіади в Турині в масовому старті. Б'єрндален — єдиний біатлоніст, який вигравав чотири змагання з біатлону на одній Олімпіаді (2002, Солт-Лейк-Сіті). За свої досягнення отримав прізвиська король біатлону, король Уле.
Б'єрндален — найуспішніший біатлоніст чемпіонатів світу з біатлону. Він виграв 44 медалі- більше, ніж будь-хто інший. Уле-Ейнар має в своєму активі 96 перемог на етапах Кубка світу, що теж більше ніж будь-який біатлоніст. Він шість разів вигравав великий кришталевий глобус загального заліку кубку світу: в сезонах 1997–98, 2002–03, 2004–05, 2005–06, 2007–08 та 2008–09 років, більше, ніж будь-хто з чоловіків і стільки ж скільки виграваела Магдалена Форсберг серед жінок.
1992 року Б'єрндален виграв свою першу медаль юніорського чемпіонату світу. Через рік він здобув три титули чемпіона серед юніорів, що раніше вдавалося зробити тільки Сергію Чепікову. Того ж року він дебютував на чемпіонаті світу серед дорослих. 1994 року він виборов свій перший подіум у спринті в Бад-Гаштайні, Австрія. На Олімпійських іграх Уле-Ейнар дебютував у 1994 ройф в Ліллегаммері. Перша велика перемога прийшла до нього 11 січня 1996 року в індивідуальній гонці в Антерсельві.
20 лютого 2014 року Б'єрндалена обрано в комісію спортсменів Міжнародного олімпійського комітету.

## Біографія
Уле-Ейнар Б'єрндален народився в норвезькому містечку Драммен. Має двох братів: старшого — Дага, який першим у сім'ї почав займатися біатлоном, та молодшого — Ганса Антона, також двох сестер.
27 травня 2006 року Б'єрндален одружився з бельгійською біатлоністкою італійського походження Наталі Сантер. У жовтні 2012 року пара розлучилась, дітей немає.
Довгий час Б'єрндалену приписували роман з білоруською біатлоністкою Дар'єю Домрачевою. 5 квітня 2016 року повідомлено, що Уле-Ейнар Б'єрндален і Дар'я Домрачева чекають на дитину. Б'єрндален та Домрачева одружилися в липні 2016-го. 1 жовтня народилася донька Ксенія.

## Спортивна кар'єра

### Статистика стрільби
| Сезон     | Всього    | Всього | Індивідуальна гонка | Індивідуальна гонка | Спринт  | Спринт | Гонка переслідування | Гонка переслідування | Мас-старт | Мас-старт | Естафета | Естафета |
| --------- | --------- | ------ | ------------------- | ------------------- | ------- | ------ | -------------------- | -------------------- | --------- | --------- | -------- | -------- |
| 1998/1999 | 307 / 377 | 81,4 % | 48 / 60             | 80,0 %              | 63 / 80 | 78,8 % | 132 / 160            | 82,5 %               | 37 / 40   | 92,5 %    | 27 / 37  | 73,0 %   |
| 1999/2000 | 325 / 393 | 82,7 % | 48 / 60             | 80,0 %              | 56 / 70 | 80,0 % | 134 / 160            | 83,8 %               | 47 / 60   | 78,3 %    | 40 / 43  | 93,0 %   |
| 2000/2001 | 325 / 413 | 78,7 % | 57 / 80             | 71,3 %              | 74 / 90 | 82,2 % | 98 / 120             | 81,7 %               | 48 / 60   | 80,0 %    | 48 / 63  | 76,2 %   |
| 2001/2002 | 279 / 373 | 74,8 % | 47 / 60             | 78,3 %              | 45 / 60 | 75,0 % | 120 / 160            | 75,0 %               | 27 / 40   | 67,5 %    | 40 / 53  | 75,5 %   |
| 2002/2003 | 318 / 369 | 86,2 % | 32 / 40             | 80,0 %              | 71 / 80 | 88,8 % | 87 / 100             | 87,0 %               | 69 / 80   | 86,3, %   | 59 / 69  | 85,5 %   |
| 2003/2004 | 330 / 410 | 80,5 % | 35 / 45             | 87,5 %              | 76 / 90 | 84,4 % | 123 / 160            | 76,9 %               | 68 / 80   | 85,0 %    | 28 / 40  | 70,0 %   |
| 2004/2005 | 311 / 364 | 85,4 % | 53 / 60             | 88,3 %              | 62 / 70 | 88,6 % | 111 / 140            | 79,3 %               | 55 / 60   | 91,7 %    | 30 / 34  | 88,2 %   |
| 2005/2006 | 285 / 335 | 85,1 % | 37 / 40             | 92,5 %              | 47 / 60 | 78,3 % | 100 / 120            | 83,3 %               | 71 / 80   | 88,8 %    | 30 / 35  | 85,7 %   |
| 2006/2007 | 303 / 357 | 84,9 % | 49 / 60             | 81,7 %              | 48 / 60 | 80,0 % | 107 / 120            | 89,2 %               | 70 / 80   | 87,5 %    | 29 / 37  | 78,4 %   |
| 2007/2008 | 344 / 412 | 83,5 % | 48 / 60             | 80,0 %              | 80 / 90 | 88,9 % | 95 / 120             | 79,2 %               | 72 / 80   | 90,0 %    | 49 / 62  | 79,0 %   |
| 2008/2009 | 358 / 418 | 85,6 % | 65 / 80             | 81,3 %              | 70 / 80 | 87,5 % | 106 / 120            | 88,3 %               | 88 / 100  | 88,0 %    | 29 / 38  | 76,3 %   |
| 2009/2010 | 266 / 318 | 83,6 % | 33 / 40             | 82,5 %              | 57 / 70 | 81,4 % | 54 / 60              | 90,0 %               | 82 / 100  | 82,0 %    | 40 / 48  | 83,3 %   |
| 2010/2011 | 288 / 332 | 86,7 % | 69 / 80             | 86,3 %              | 58 / 70 | 82,9 % | 50 / 60              | 83,3 %               | 71 / 80   | 88,8 %    | 40 / 42  | 95,2 %   |
| 2011/2012 | 327 / 411 | 79,6 % | 44 / 60             | 73,3 %              | 72 / 90 | 80,0 % | 117 / 140            | 83,6 %               | 66 / 80   | 82,5 %    | 28 / 41  | 68,5 %   |
| 2012/2013 | 294 / 354 | 83,1 % | 35 / 40             | 87,5 %              | 64 / 80 | 80,0 % | 99 / 120             | 82,5 %               | 66 / 88   | 82,5 %    | 30 / 34  | 88,2 %   |

## Статистика

### Олімпійські ігри
13 медалей (8 золотих, 4 срібні та 1 бронзова)
| Рік та місце проведення | Індивідуальна | Спринт | Персьют | Мас-старт | Естафета | Змішана естафета |
| ----------------------- | ------------- | ------ | ------- | --------- | -------- | ---------------- |
| 1994 Ліллегаммер        | 36            | 28     | Н/Д     | Н/Д       | 7        | Н/Д              |
| 1998 Нагано             | 7             | Золото | Н/Д     | Н/Д       | Срібло   | Н/Д              |
| 2002 Солт-Лейк-Сіті     | Золото        | Золото | Золото  | Н/Д       | Золото   | Н/Д              |
| 2006 Турин              | Срібло        | 12     | Срібло  | Бронза    | 5        | Н/Д              |
| 2010 Ванкувер           | Срібло        | 17     | 7       | 27        | Золото   | Н/Д              |
| 2014 Сочі               | 34            | Золото | 4       | 22        | 4        | Золото           |

### Чемпіонати світу
44 медалі (20 золотих, 14 срібних та 10 бронзових)
| Рік та місце проведення  | Індивідуальна | Спринт | Персьют | Мас-старт | Естафета | Змішана естафета | Командна гонка |
| ------------------------ | ------------- | ------ | ------- | --------- | -------- | ---------------- | -------------- |
| 1994 Кенмор              | —             | —      | Н/Д     | Н/Д       | —        | Н/Д              | 4              |
| 1995 Анхольц-Антерсельва | 12            | 4      | Н/Д     | Н/Д       | 5        | Н/Д              | —              |
| 1996 Рупольдінг          | 19            | 6      | Н/Д     | Н/Д       | 4        | Н/Д              | 4              |
| 1997 Осрбліє             | 6             | 9      | Бронза  | Н/Д       | Срібло   | Н/Д              | 4              |
| 1998 Поклюка             | —             | —      | Срібло  | Н/Д       | —        | Н/Д              | Золото         |
| 1999 Контіолахті         | 4             | 19     | 5       | Бронза    | Бронза   | Н/Д              | Н/Д            |
| 2000 Осло                | 20            | 5      | 4       | Бронза    | Срібло   | Н/Д              | Н/Д            |
| 2001 Поклюка             | 10            | 19     | 4       | Срібло    | Бронза   | Н/Д              | Н/Д            |
| 2003 Ханти-Мансійськ     | 30            | Золото | 8       | Золото    | 4        | Н/Д              | Н/Д            |
| 2004 Обергоф             | Бронза        | Бронза | Бронза  | 7         | Срібло   | Н/Д              | Н/Д            |
| 2005 Хохфільцен          | 6             | Золото | Золото  | Золото    | Золото   | —                | Н/Д            |
| 2006 Поклюка             | —             | —      | —       | —         | —        | Срібло           | Н/Д            |
| 2007 Анхольц-Антерсельва | 32            | Золото | Золото  | 4         | Срібло   | —                | Н/Д            |
| 2008 Естерсунд           | Срібло        | Бронза | Золото  | Срібло    | Срібло   | —                | Н/Д            |
| 2009 Пхьончхан           | Золото        | Золото | Золото  | 4         | Золото   | 4                | Н/Д            |
| 2010 Ханти-Мансійськ     | —             | —      | —       | —         | —        | Срібло           | Н/Д            |
| 2011 Ханти-Мансійськ     | 6             | 22     | 24      | 6         | Золото   | Золото           | Н/Д            |
| 2012 Рупольдінг          | 47            | 21     | 27      | 8         | Золото   | Золото           | Н/Д            |
| 2013 Нове Мєсто          | 25            | 4      | 10      | 24        | Золото   | —                | Н/Д            |
| 2015 Контіолахті         | 6             | 19     | 5       | 4         | Срібло   | —                | Н/Д            |
| 2016 Холменколлен        | 17            | Срібло | Срібло  | Бронза    | Золото   | —                | Н/Д            |

### Загальна статистика виступів (біатлон) станом на 9 грудня 2017 року
| Місця   | Індивідуальна | Спринт | Персьют | Масс-старт | Естафета | Змішана естафета | Командна гонка | Разом |
| ------- | ------------- | ------ | ------- | ---------- | -------- | ---------------- | -------------- | ----- |
| 1 місце | 8             | 36     | 37      | 14         | 32       | 4                | 1              | 132   |
| 2 місце | 9             | 24     | 14      | 6          | 19       | 2                | —              | 74    |
| 3 місце | 2             | 12     | 8       | 9          | 13       | —                | —              | 44    |
| 4-10    | 15            | 40     | 31      | 15         | 11       | 1                | —              | 113   |
| 11-20   | 10            | 31     | 11      | 10         | 1        | —                | —              | 63    |
| 21-40   | 16            | 13     | 5       | 5          | —        | —                | —              | 39    |
| 41-50   | 6             | 5      | —       | —          | —        | —                | —              | 11    |
| Інші    | 8             | 4      | —       | —          | —        | —                | —              | 12    |
| Старти  | 74            | 165    | 104     | 58         | 74       | 6                | 1              | 483   |

### Перелік здобутих перемог
| №пп | Дата              | Місце проведення    | Дисципліна          | Змагання                       |
| --- | ----------------- | ------------------- | ------------------- | ------------------------------ |
| 1   | 11 січня 1996     | Анхольц-Антерсельва | 20км Індивідувальна | Кубок світу з біатлону         |
| 2   | 4 січня 1997      | Обергоф             | 10км Спринт         | Кубок світу з біатлону         |
| 3   | 5 січня 1997      | Обергоф             | 12,5км Персьют      | Кубок світу з біатлону         |
| 4   | 11 січня 1997     | Рупольдінг          | 10км Спринт         | Кубок світу з біатлону         |
| 5   | 17 січня 1998     | Анхольц-Антерсельва | 10км Спринт         | Кубок світу з біатлону         |
| 6   | 18 лютого 1998    | Нагано              | 10км Спринт         | Зимові Олімпійські ігри        |
| 7   | 11 грудня 1998    | Гохфільцен          | 10км Спринт         | Кубок світу з біатлону         |
| 8   | 9 січня 1999      | Обергоф             | 12,5км Персьют      | Кубок світу з біатлону         |
| 9   | 23 січня 1999     | Анхольц-Антерсельва | 12,5км Персьют      | Кубок світу з біатлону         |
| 10  | 2 грудня 1999     | Гохфільцен          | 20км Індивідуальна  | Кубок світу з біатлону         |
| 11  | 4 грудня 1999     | Гохфільцен          | 12,5км Спринт       | Кубок світу з біатлону         |
| 12  | 6 січня 2000      | Обергоф             | 10км Спринт         | Кубок світу з біатлону         |
| 13  | 7 січня 2000      | Обергоф             | 12,5км Персьют      | Кубок світу з біатлону         |
| 14  | 22 січня 2000     | Анхольц-Антерсельва | 12,5км Персьют      | Кубок світу з біатлону         |
| 15  | 1 грудня 2000     | Гохфільцен          | 10км Спринт         | Кубок світу з біатлону         |
| 16  | 17 грудня 2000    | Брезно-Осрбліє      | 12,5км Персьют      | Кубок світу з біатлону         |
| 17  | 12 січня 2001     | Рупольдінг          | 10км Спринт         | Кубок світу з біатлону         |
| 18  | 18 січня 2001     | Анхольц-Антерсельва | 10км Спринт         | Кубок світу з біатлону         |
| 19  | 21 січня 2001     | Анхольц-Антерсельва | 15км Мас-старт      | Кубок світу з біатлону         |
| 20  | 28 лютого 2001    | Солт Лейк Сіті      | 20км Індивідуальна  | Кубок світу з біатлону         |
| 21  | 2 березня 2001    | Солт Лейк Сіті      | 10км Спринт         | Кубок світу з біатлону         |
| 22  | 3 березня 2001    | Солт Лейк Сіті      | 12,5км Персьют      | Кубок світу з біатлону         |
| 23  | 6 грудня 2001     | Гохфільцен          | 10км Спринт         | Кубок світу з біатлону         |
| 24  | 9 грудня 2001     | Гохфільцен          | 12,5км Персьют      | Кубок світу з біатлону         |
| 25  | 11 лютого 2002    | Солт Лейк Сіті      | 20км Індивідуальна  | Зимові Олімпійські ігри        |
| 26  | 13 лютого 2002    | Солт Лейк Сіті      | 10км Спринт         | Зимові Олімпійські ігри        |
| 27  | 16 лютого 2002    | Солт Лейк Сіті      | 12,5км Персьют      | Зимові Олімпійські ігри        |
| 28  | 8 грудня 2002     | Естерсунд           | 12,5км Персьют      | Кубок світу з біатлону         |
| 29  | 14 грудня 2002    | Поклюка             | 10км Спринт         | Кубок світу з біатлону         |
| 30  | 15 грудня 2002    | Поклюка             | 12,5км Персьют      | Кубок світу з біатлону         |
| 31  | 9 січня 2003      | Обергоф             | 10км Спринт         | Кубок світу з біатлону         |
| 32  | 12 січня 2003     | Обергоф             | 15км Мас-старт      | Кубок світу з біатлону         |
| 33  | 18 січня 2003     | Рупольдінг          | 10км Спринт         | Кубок світу з біатлону         |
| 34  | 19 січня 2003     | Рупольдінг          | 12,5км Персьют      | Кубок світу з біатлону         |
| 35  | 9 лютого 2003     | Лахті               | 15км Мас-старт      | Кубок світу з біатлону         |
| 36  | 16 лютого 2003    | Холменколлен        | 12,5км Персьют      | Кубок світу з біатлону         |
| 37  | 15 березня 2003   | Ханти-Мансійськ     | 10км Спринт         | Чемпіонат світу з біатлону     |
| 38  | 23 березня 2003   | Ханти-Мансійськ     | 15км Мас-старт      | Чемпіонат світу з біатлону     |
| 39  | 4 грудня 2003     | Контіолахті         | 10км Спринт         | Кубок світу з біатлону         |
| 40  | 7 грудня 2003     | Контіолахті         | 12,5км Персьют      | Кубок світу з біатлону         |
| 41  | 14 грудня 2003    | Гохфільцен          | 12,5км Персьют      | Кубок світу з біатлону         |
| 42  | 10 січня 2004     | Поклюка             | 12,5км Персьют      | Кубок світу з біатлону         |
| 43  | 18 січня 2004     | Рупольдінг          | 12,5км Персьют      | Кубок світу з біатлону         |
| 44  | 2 грудня 2004     | Бейтостолен         | 10км Спринт         | Кубок світу з біатлону         |
| 45  | 11 грудня 2004    | Холменколлен        | 10км Спринт         | Кубок світу з біатлону         |
| 46  | 15 січня 2005     | Рупольдінг          | 10км Спринт         | Кубок світу з біатлону         |
| 47  | 16 січня 2005     | Рупольдінг          | 12,5км Персьют      | Кубок світу з біатлону         |
| 48  | 19 січня 2005     | Анхольц-Антерсельва | 20км Індивідуальна  | Кубок світу з біатлону         |
| 49  | 21 січня 2005     | Анхольц-Антерсельва | 10км Спринт         | Кубок світу з біатлону         |
| 50  | 23 січня 2005     | Анхольц-Антерсельва | 12,5км Персьют      | Кубок світу з біатлону         |
| 51  | 20 лютого 2005    | Поклюка             | 15км Мас-старт      | Кубок світу з біатлону         |
| 52  | 5 березня 2005    | Гохфільцен          | 10км Спринт         | Чемпіонат світу з біатлону     |
| 53  | 6 березня 2005    | Гохфільцен          | 12,5км Персьют      | Чемпіонат світу з біатлону     |
| 54  | 13 березня 2005   | Гохфільцен          | 15км Мас-старт      | Чемпіонат світу з біатлону     |
| 55  | 17 березня 2005   | Ханти-Мансійськ     | 12,5км Персьют      | Кубок світу з біатлону         |
| 56  | 27 листопада 2005 | Естерсунд           | 12,5км Персьют      | Кубок світу з біатлону         |
| 57  | 22 січня 2006     | Анхольц-Антерсельва | 15км Мас-старт      | Кубок світу з біатлону         |
| 58  | 8 березня 2006    | Поклюка             | 10км Спринт         | Кубок світу з біатлону         |
| 59  | 11 березня 2006   | Поклюка             | 12,5км Персьют      | Кубок світу з біатлону         |
| 60  | 18 березня 2006   | Контіолахті         | 12,5км Персьют      | Кубок світу з біатлону         |
| 61  | 23 березня 2006   | Холменколлен        | 10км Спринт         | Кубок світу з біатлону         |
| 62  | 25 березня 2006   | Холменколлен        | 12,5км Персьют      | Кубок світу з біатлону         |
| 63  | 26 березня 2006   | Холменколлен        | 15км Мас-старт      | Кубок світу з біатлону         |
| 64  | 18 листопада 2006 | Єлліваре            | 15км Вільний стиль  | Кубок світу з лижних перегонів |
| 65  | 30 листопада 2006 | Естерсунд           | 20км Індивідуальна  | Кубок світу з біатлону         |
| 66  | 2 грудня 2006     | Естерсунд           | 10км Спринт         | Кубок світу з біатлону         |
| 67  | 3 грудня 2006     | Естерсунд           | 12,5км Персьют      | Кубок світу з біатлону         |
| 68  | 8 грудня 2006     | Гохфільцен          | 10км Спринт         | Кубок світу з біатлону         |
| 69  | 9 грудня 2006     | Гохфільцен          | 12,5км Персьют      | Кубок світу з біатлону         |
| 70  | 13 січня 2007     | Рупольдінг          | 10км Спринт         | Кубок світу з біатлону         |
| 71  | 14 січня 2007     | Рупольдінг          | 15км Мас-старт      | Кубок світу з біатлону         |
| 72  | 3 лютого 2007     | Анхольц-Антерсельва | 10км Спринт         | Чемпіонат світу з біатлону     |
| 73  | 4 лютого 2007     | Анхольц-Антерсельва | 12,5км Персьют      | Чемпіонат світу з біатлону     |
| 74  | 10 березня 2007   | Холменколлен        | 12,5км Персьют      | Кубок світу з біатлону         |
| 75  | 11 березня 2007   | Холменколлен        | 15км Мас-старт      | Кубок світу з біатлону         |
| 76  | 1 грудня 2007     | Контіолахті         | 10км Спринт         | Кубок світу з біатлону         |
| 77  | 8 грудня 2007     | Гохфільцен          | 12,5км Персьют      | Кубок світу з біатлону         |
| 78  | 15 грудня 2007    | Поклюка             | 10км Спринт         | Кубок світу з біатлону         |
| 79  | 6 січня 2008      | Обергоф             | 15км Мас-старт      | Кубок світу з біатлону         |
| 80  | 20 січня 2008     | Анхольц-Антерсельва | 15км Мас-старт      | Кубок світу з біатлону         |
| 81  | 10 лютого 2008    | Естерсунд           | 12,5км Персьют      | Чемпіонат світу з біатлону     |
| 82  | 6 березня 2008    | Ханти-Мансійськ     | 10км Спринт         | Кубок світу з біатлону         |
| 83  | 17 січня 2009     | Рупольдінг          | 10км Спринт         | Кубок світу з біатлону         |
| 84  | 18 січня 2009     | Рупольдінг          | 12,5км Персьют      | Кубок світу з біатлону         |
| 85  | 14 лютого 2009    | Пхьончхан           | 10км Спринт         | Чемпіонат світу з біатлону     |
| 86  | 15 лютого 2009    | Пхьончхан           | 12,5км Персьют      | Чемпіонат світу з біатлону     |
| 87  | 17 лютого 2009    | Пхьончхан           | 20км Індивідуальна  | Чемпіонат світу з біатлону     |
| 88  | 21 березня 2009   | Тронгейм            | 12,5км Персьют      | Кубок світу з біатлону         |
| 89  | 22 березня 2009   | Тронгейм            | 15км Мас-старт      | Кубок світу з біатлону         |
| 90  | 5 грудня 2009     | Естерсунд           | 10км Спринт         | Кубок світу з біатлону         |
| 91  | 11 грудня 2009    | Гохфільцен          | 10км Спринт         | Кубок світу з біатлону         |
| 92  | 10 січня 2010     | Обергоф             | 15км Мас-старт      | Кубок світу з біатлону         |
| 93  | 5 грудня 2010     | Естерсунд           | 12,5км Персьют      | Кубок світу з біатлону         |
| 94  | 12 лютого 2012    | Контіолахті         | 12,5км Персьют      | Кубок світу з біатлону         |
| 95  | 8 лютого 2014     | Сочі                | 10км Спринт         | Зимові Олімпійські ігри        |
| 96  | 2 грудня 2015     | Естерсунд           | 20км Індивідуальна  | Кубок світу з біатлону         |